# Елизавето-Николаевка
Елизаве́то-Никола́евка (укр. Єлизавето-Миколаївка) — село на Украине, находится в Амвросиевском районе Донецкой области (контролируется самопровозглашённой Донецкой Народной Республикой).

## География

#### Соседние населённые пункты по странам света
С: Покровка (Амвросиевский район), Степано-Крынка
СЗ: Григоровка, Бондаревское
СВ: Новопетровское, Котовского, Родники
З: Металлист, Червоносельское
В: Трепельное
ЮЗ: Кутейниково, Зеркальное
ЮВ: Жукова Балка, Новоеланчик, город Амвросиевка
Ю: Войковский

## Население
Население по переписи:
1873 года составляло 926 человек (488 мужчин и 438 женщин)
2001 года составляло 772 человека.

## Общая информация
Почтовый индекс — 87335. Телефонный код — 6259. Код КОАТУУ — 1420683501. Село Елизавето-Николаевка — административный центр Елизавето-Николаевского сельского совета.

## Местный совет
Адрес местного совета: 87335, Донецкая область, Амвросиевский район, с. Елизавето-Николаевка, ул. Ленина, 41-а.

## История
Свою историю село Елизавето-Николаевка, которое находится в Донецкой области, начинает с 1846 года в балке реки Калиновая. Основателями села являются выходцы из села Благодатное, которым владел подполковник Амвросий Луковкин. Его брат Николай добился разрешения заселить земли, расположенные рядом, в бассейне реки Крынки. Поселение получило его имя — Николаевское. В 1856 г. Николай Гаврилович подарил его, как приданое, своей племяннице Елизавете Амвросиевне Луковкиной. В этом же году муж Елизаветы — Михаил Чеховский, переселил из слободы Амвросиевски в поселок Николаевский 100 крестьянских дворов. Согласно переписи 1873 года поселок Николаевка, который на момент переписи входит в Амвросиевскую волость Миусского округа Области Войска Донского, имел 147 дворов, а сельское хозяйство насчитывало 209 лошадей, 184 пар волов, простых овец 893 и тонкорунных овец 2050. Благодаря вышеуказанной переписи, появились и данные о месторасположении поселка (в 80 верстах от окружной станции, что эквивалентно 85,34 км, и 3 версты - 3,2 км от Николаевской ж/д станции) и первое упоминание о железнодорожной станции Николаевской, расположенной на Курско-Харьковско-Азовской железной дороге. Сегодня станция имеет другое название, совершенно не созвучное первоначальному - остановочный пункт Керамический (1186 км), который находится между станцией Кутейниково и станцией Амвросиевка Донецкой железной дороги. Дошедшие до нас карты Екатериниской железной дороги за 1903 и 1919 года не имеют станции Николаевской, при этом станции Кутейниково и Амвросиевка нашли свое отражение на них. Сложно судить, потеряли ее картографы или на тот момент станция Николаевская не использовалась по ее целевому назначению, остается загадкой.

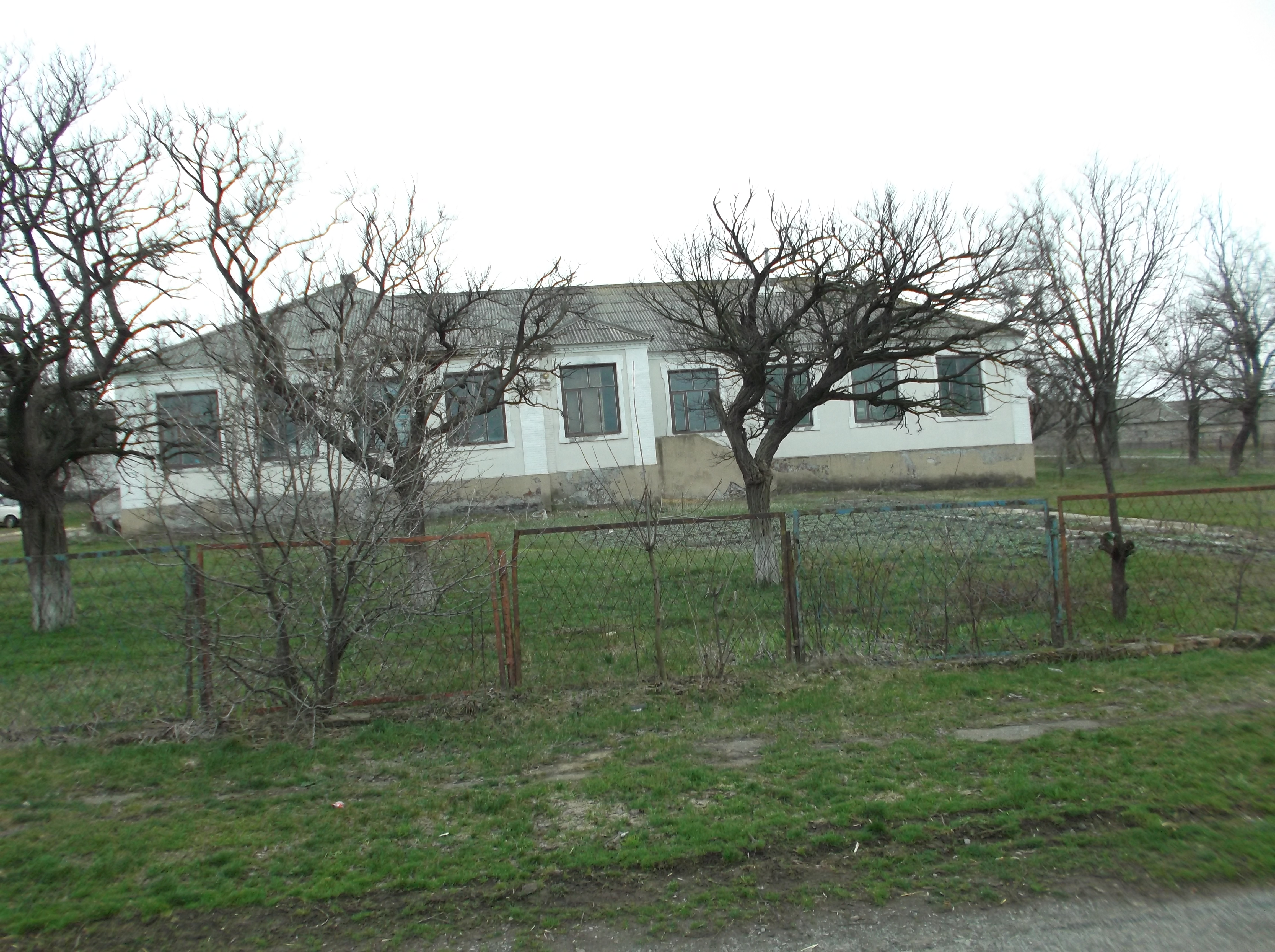
Школа

Революционные преобразования принесли изменения и в жизнь небольшого населенного пункта. В начале 1918 года крестьяне избирают сельсовет, первым его председателем стал Д.И.Першаев. Через 11 лет советской власти, а именно в 1929 году, здесь организуется колхоз, который вскорости распался. Но год спустя при помощи рабочих городских предприятий, приславших в село плуги, сеялки и другой инвентарь, коллективное хозяйство возобновляет свою деятельность. Каждый колхозник получил небольшой земельный надел и по 16 пудов хлеба. Первым председателем артели был коммунист Романенко Афанасий Антонович. Под его умелым руководством село заметно преображалось, возводились общественные сооружения. Тогда же была построена и школа. Перед Второй мировой войной в колхозе появились трактора марки ХТЗ Женщины живо откликнулись на призыв Паши Ангелиной: «Девушки — на трактор!». Была организована женская бригада, членами которой стали: Бардакова П.З., Новикова М.Т. и Проскуренко М.Е.

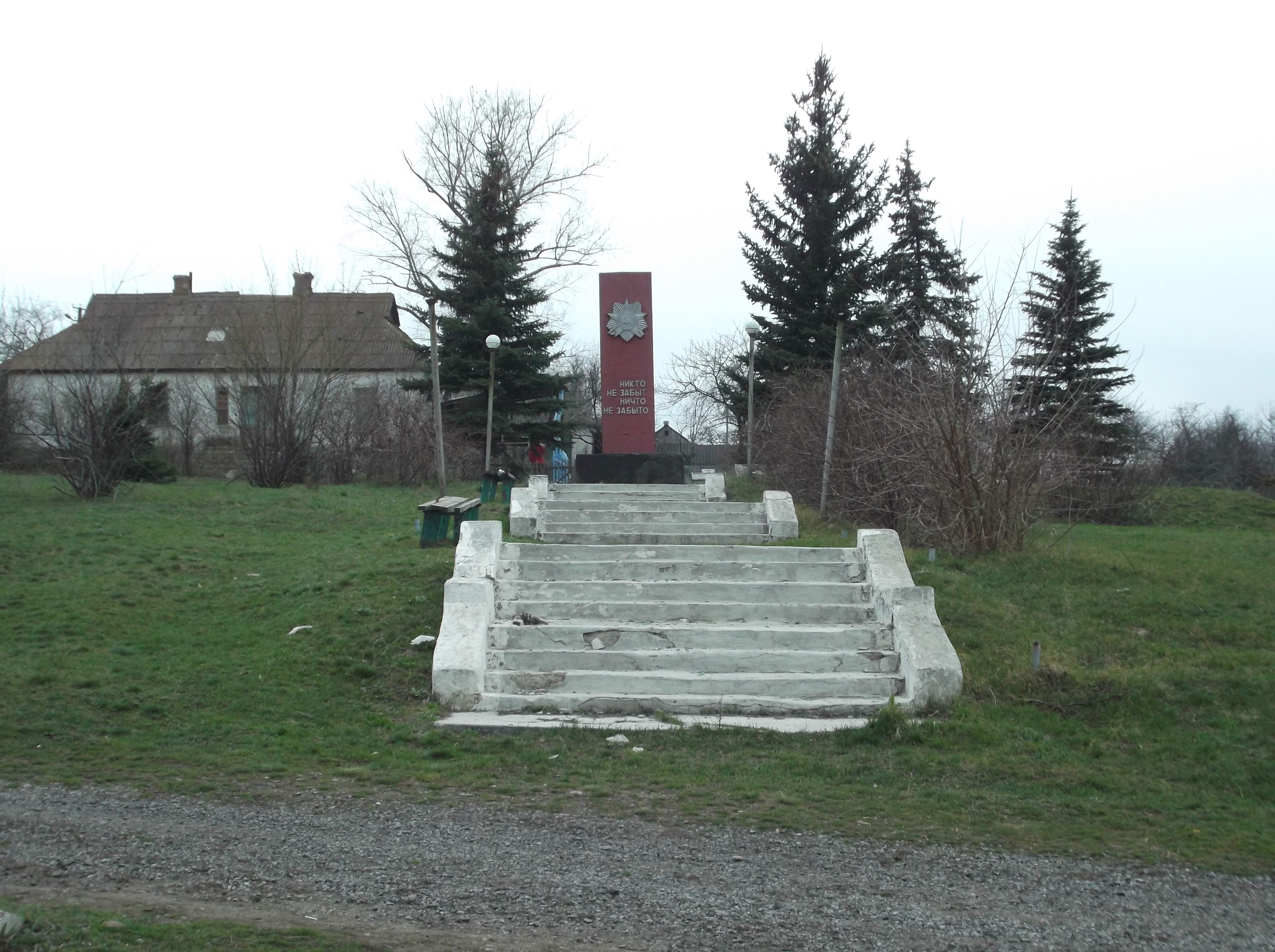
Памятник воинам - односельчанам

С первых дней войны 167 сельчан ушли на фронт, из них не вернулись домой 112 солдат,  55 воинов награждены орденами и медалями. В годы оккупации погиб председатель колхоза А. А. Романенко. Погибшим воинам в селе установлен памятник. Здесь захоронены воины 50-й и 54-й гвардейских стрелковых дивизий (5-я ударная армия), которые отдали свои жизни в боях за освобождение села и его окрестностей с 25 августа по 3 сентября 1943 года. С момента окончания войны и до 1957 года останки солдат, найденные на окрестных полях сражений, переносили в общую могилу. В 1957 году в память о героях был установлен первый памятник, который, в свою очередь, был заменен более современным в 1984 году. Радостным днем для сельчан стало 28 августа 1943 года. В этот день село Елизавето-Николаевка было полностью освобождено от захватчиков. Её жители сразу приступили к восстановлению разрушенного хозяйства, возобновлению сельского хозяйства.
Прежде всего позаботились о школе, чтобы дети как можно скорее начали занятия. В этом была большая заслуга учителей Квасенко А.И., Поповой А.А., Щербиной В.П., Крючковой А.И., Луцик С.И., Онищенко Г.Н., Вишневецкой В.Я.

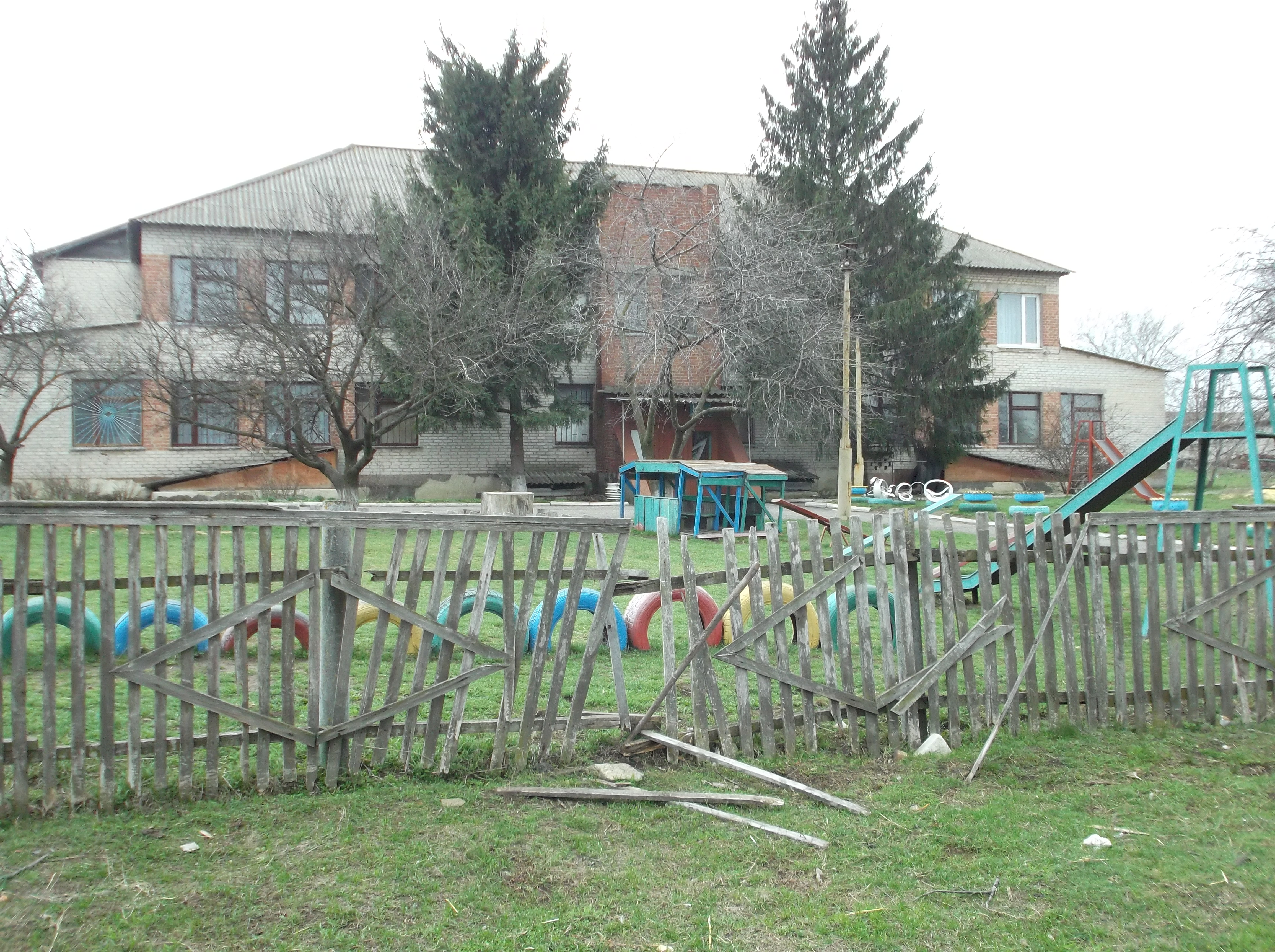
Детский сад

В первые послевоенные годы Елизавето-Николаевку пополнили переселенцы из городов, большинство из которых с успехом освоили сельский труд, обзавелись собственным хозяйством, построили дома. Это очень способствовало становлению местного колхоза, за которым было закреплено 4344 гектара сельхозугодий, из них пашни — 3819 гектаров. Председателем на протяжении многих лет работал Герко Н.Т. За трудовые успехи 11 колхозников были награждены орденами и медалями, один из них — бывший тракторист Юхно Иван Трофимович.С 1974 по 1994 год колхоз возглавлял Клименко Владимир Васильевич. За этот период были построены новые животноводческие помещения, 15 жилых домов, современная технически оснащенная мастерская, проложено 10 километров дорог с твердым покрытием. Уделялось большое внимание развитию социальной сферы — введены в строй новый детсад и новое помещение фельдшерско-акушерского пункта.Село телефонизировано, имеется своя АТС на 150 номеров, 130 радиоточек.
В период реформирования было образовано два новых сельхозпредприятия: СПК «Нива» и СООО «Промінь», которые возглавили Дубина Валентин Николаевич и Клименко Владимир Васильевич соответственно. Основные направления — растениеводство и животноводство.
Орган местного самоуправления — сельский совете. Председателями сельсовета избирались: Бабенко Евгений Кузьмич, Щербина Николай Демидович, Дебелый Александр Егорович, Проскурякова Елена Константиновна, Киншова Валентина Ивановна, Володин Александр Петрович. В сентябре 2010 года Донецкий областной совет принял решение, в соответствии с которым село Елизавето-Николаевка переподчинялось от Елизавето-Николаевского сельского совета к Металлистовскому сельскому совету, а Елизавето-Николаевский сельский совет ликвидировался как административно-территориальная единица и становился частью Металлистовского сельского совета. Однако 22 августа 2012 года это решение Донецкой областной радой было отменено.